# Porträt des Menander

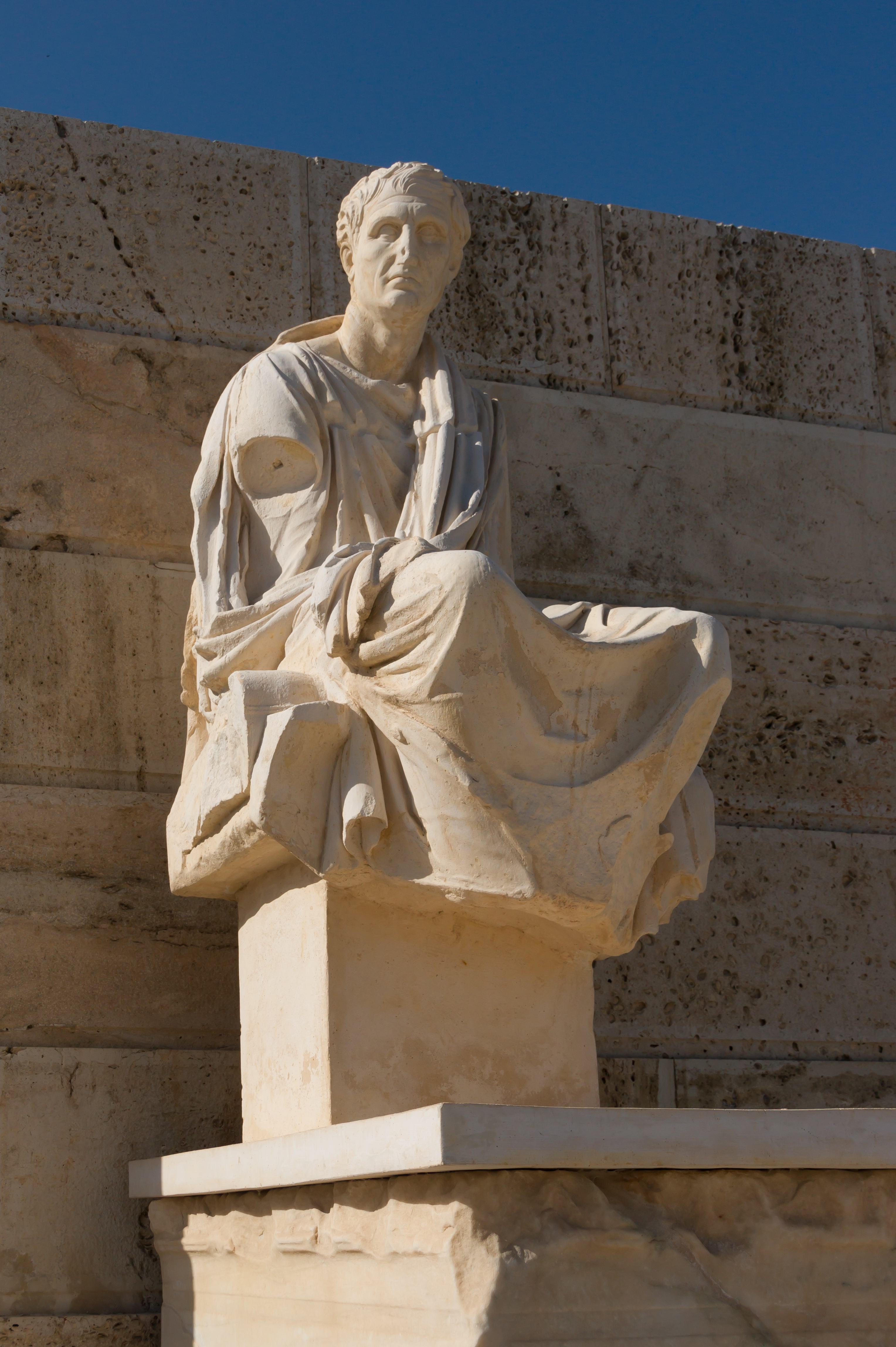
Modern rekonstruierte Kopie der Menander-Statue im Dionysostheater, Athen

Das Porträt des Menander ist ein in vielen römischen Repliken wiederholter Porträttypus, der – teils durch Inschriften benannt – als der griechische Komödiendichter Menander identifiziert werden konnte. 
Es handelt sich bei den Porträts um römische Kopien einer griechischen Sitzstatue, die im Athener Dionysostheaters aufgestellt war und nach dem Tod des Dichters im Jahr 291/90 v. Chr. von Kephisodotos und Timarchos, den Söhnen des Praxiteles, geschaffen wurde. Schon 1862 wurde die Statuenbasis mit der inschriftlichen Nennung des dargestellten Menandros und der beiden Künstler im von Pausanias erwähnten Bereich – dem Theater – gefunden, allerdings nicht in Originallage, so dass der Aufstellungsort nicht genauer bekannt ist, sondern erschlossen werden muss.

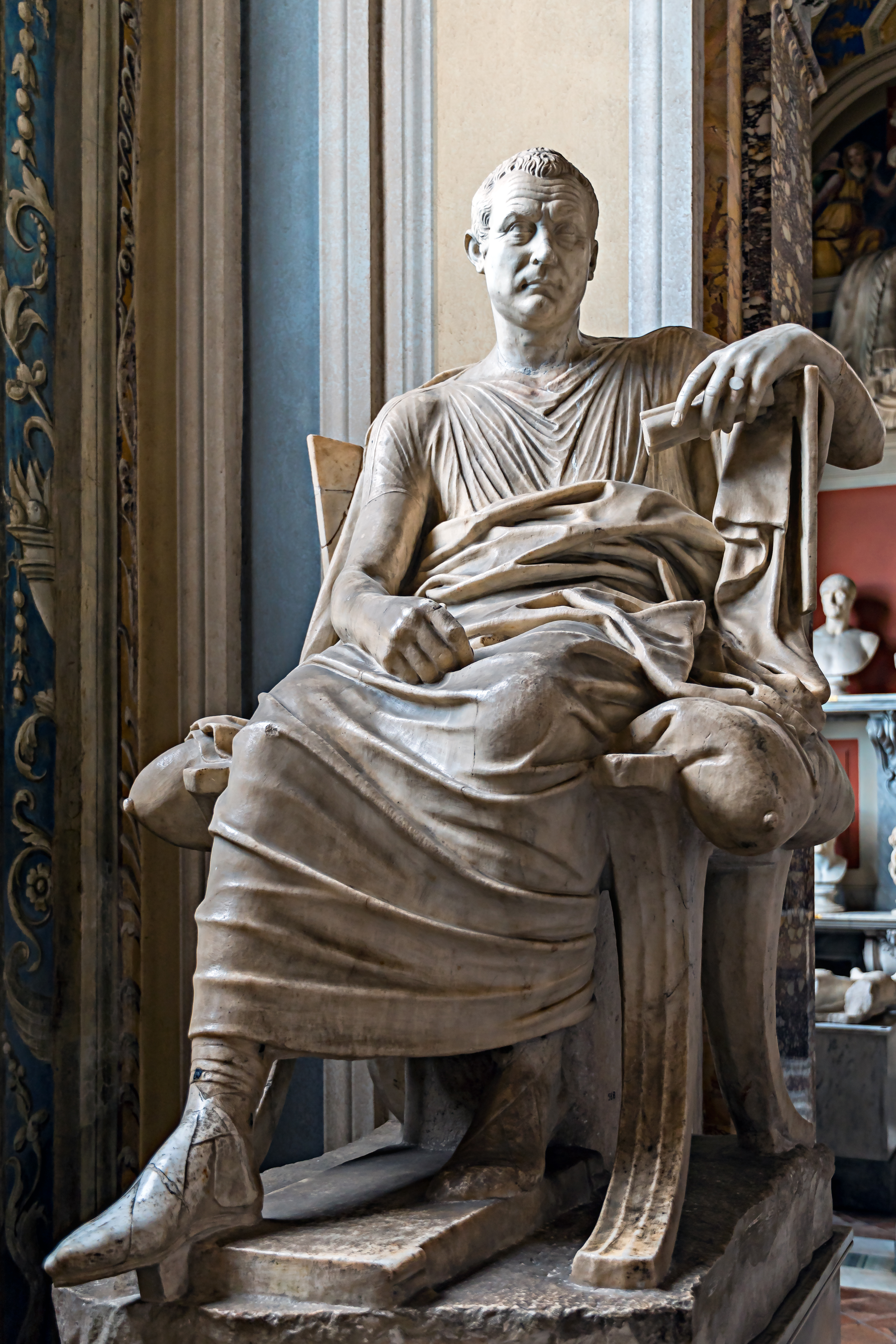
Positur des sogenannten sitzenden Dichters Menander, in der sich ein römischer Adliger aus der zweiten Hälfte des 1. Jahrhunderts v. Chr. darstellen ließ

Die vielen überlieferten Repliken, die ab dem 1. Jahrhundert v. Chr. bis in das 4. Jahrhundert n. Chr. gefertigt wurden, zeugen von der hohen Wertschätzung, die Werk und Künstlern in der Antike entgegengebracht wurde. Mit 72 Kopf- und 7 Torsorepliken, darunter zwei verkleinerte, handelt es sich um das mit Abstand am häufigsten kopierte Bildnis eines griechischen Dichters im antiken Denkmälerbestand.
Bereits 1897 erfolgte die Identifizierung des Porträts als das des Menander durch Franz Studniczka, doch erst sein Aufsatz von 1918 machte dies einer größeren Fachöffentlichkeit bekannt. Angeregt durch eine Fotomontage von Friedrich Crome, der auf diesem Weg das Bildnis Vergils glaubte wiedergewinnen zu können, gelang Klaus Fittschen 1990 an der Universität Göttingen die weitgehende Rekonstruktion der Statue, indem er Gipsabgüsse der Kopfreplik aus Venedig und der Neapler Torsoreplik mit einem Abguss der Basis aus dem Dionysostheater verband. Mit Unsicherheiten behaftet ist die Rekonstruktion von Details wie der Sitzgelegenheit und der Basis, die weiterhin Gegenstand der Diskussion sind.
Die Göttinger Rekonstruktion zeigt eine sehr ruhig sitzende Statue, die eine Höhe von 1,55 Meter erreicht. Der sitzende Menander ist mit geneigtem und vom frontalen Betrachter abgewandtem Kopf dargestellt. Die Statue in Göttingen ist hierbei durch eine inklusive Unterstufe 1,63 Meter hohe Basis über die Umgebung erhoben. Der Dichter trägt ein Untergewand unter dem über die linke Schulter drapierten Mantel. Ob die Originalstatue aus Bronze oder aus Marmor gefertigt war, ist nicht eindeutig zu klären, obgleich Plinius die beiden Bildhauer ausdrücklich als Erzgießer bezeichnet. Ziselierung der Haare, Anlass und Zweck der Aufstellung als Ehrenstatue bieten gute Gründe, eine Ausführung in Bronze anzunehmen.
Das Porträt gibt Menander bartlos wieder – eine Neuerung im männlichen griechischen Porträt, die erst mit dem Porträt Alexanders des Großen eingeführt wurde; zuvor war der Bart selbstverständliches Kennzeichen jedes freien, ernsthaften Mannes. Ein Vertreter des Porträttypus ist der in Athen gefundene Kopf im Archäologischen Nationalmuseum in Athen mit der Inventarnummer 3292. Er wurde aus pentelischem Marmor gefertigt und hat eine Höhe von 0,19 m. Die Nase, weitere größere Teile des Gesichts und der Hinterseite des Schädels sind abgebrochen. Dennoch sind noch viele Details erkennbar. Die Augen sitzen tief im Schädel, die Stirn zeigt tiefe Falten und das Haar fällt in welligen Locken. Charakteristisch ist die von der linken Schläfe über die Stirnmitte hinaus gelegte, s-förmige Strähne, die einen Riegel vor den nach vorn gekämmten Haaren des Scheitels bildet und beispielsweise auch an dem Kopf in der Glyptothek in München oder den Wiederholungen im Archäologischen Museum in Mailand und den Vatikanischen Museen zu beobachten ist.

Das Menander-Porträt in römischen Kopien
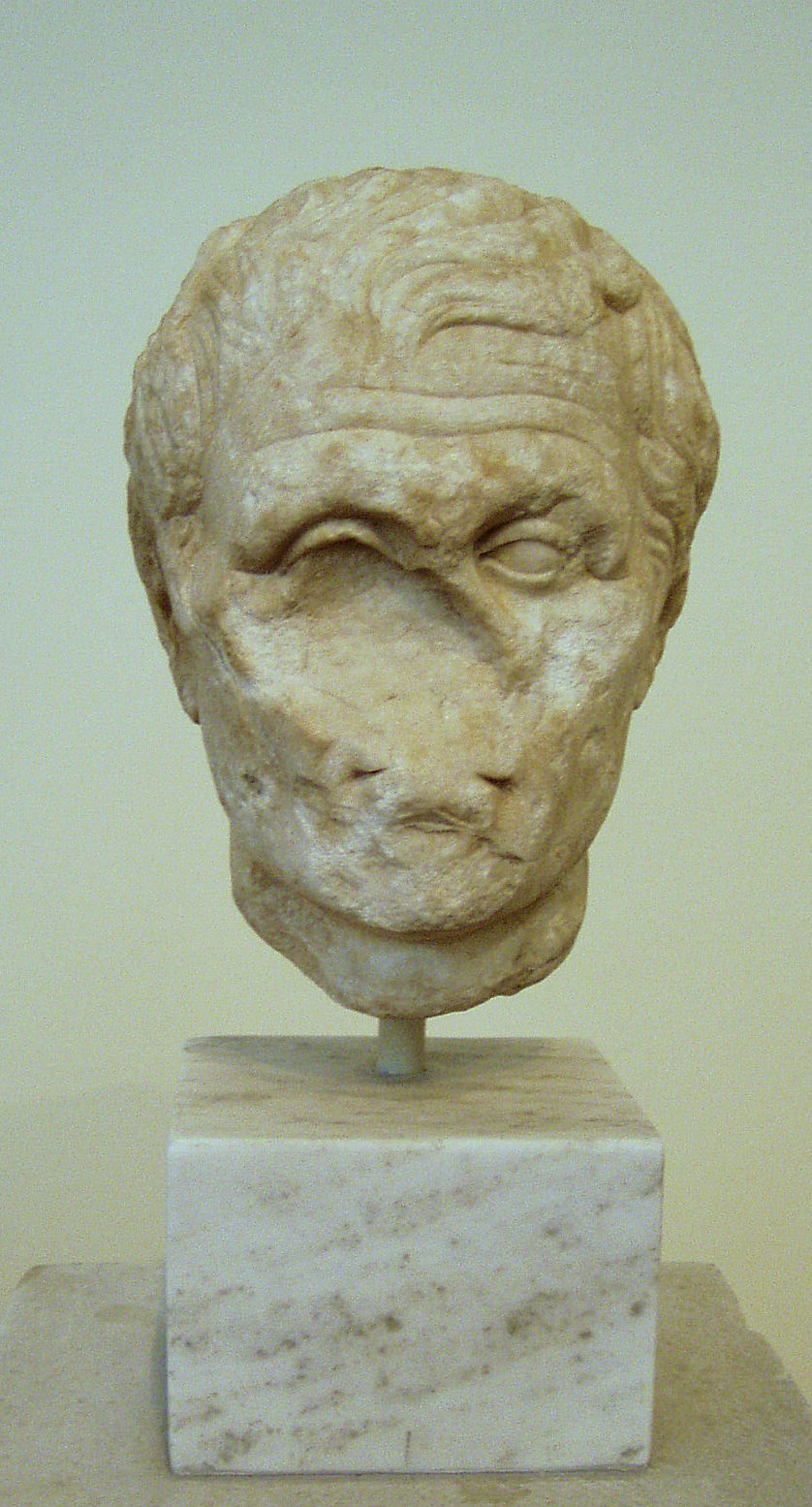
1. Jahrhundert v. Chr., Nationalmuseum Inv. 3292
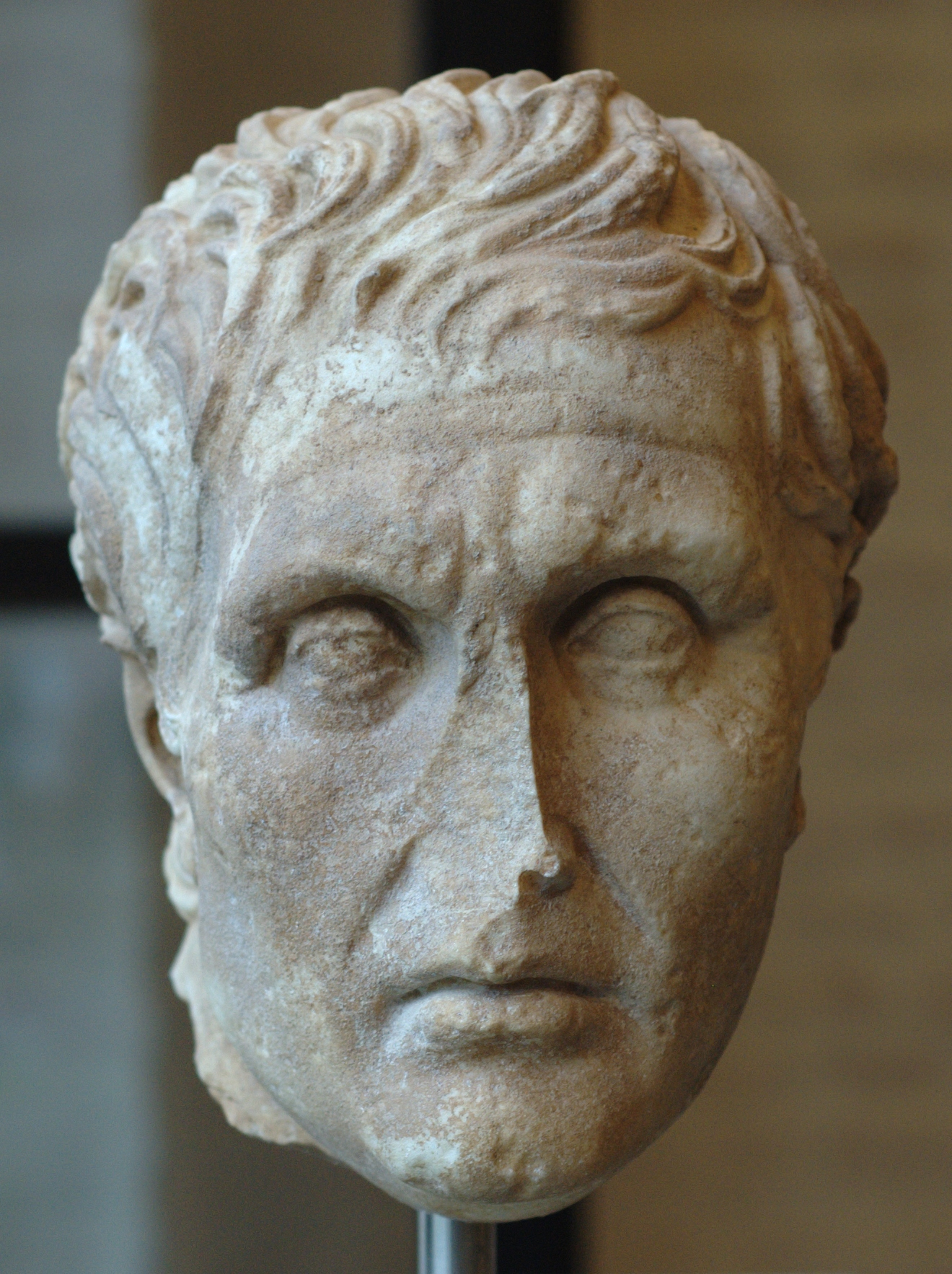
1. Jahrhundert v. Chr., Glyptothek, München
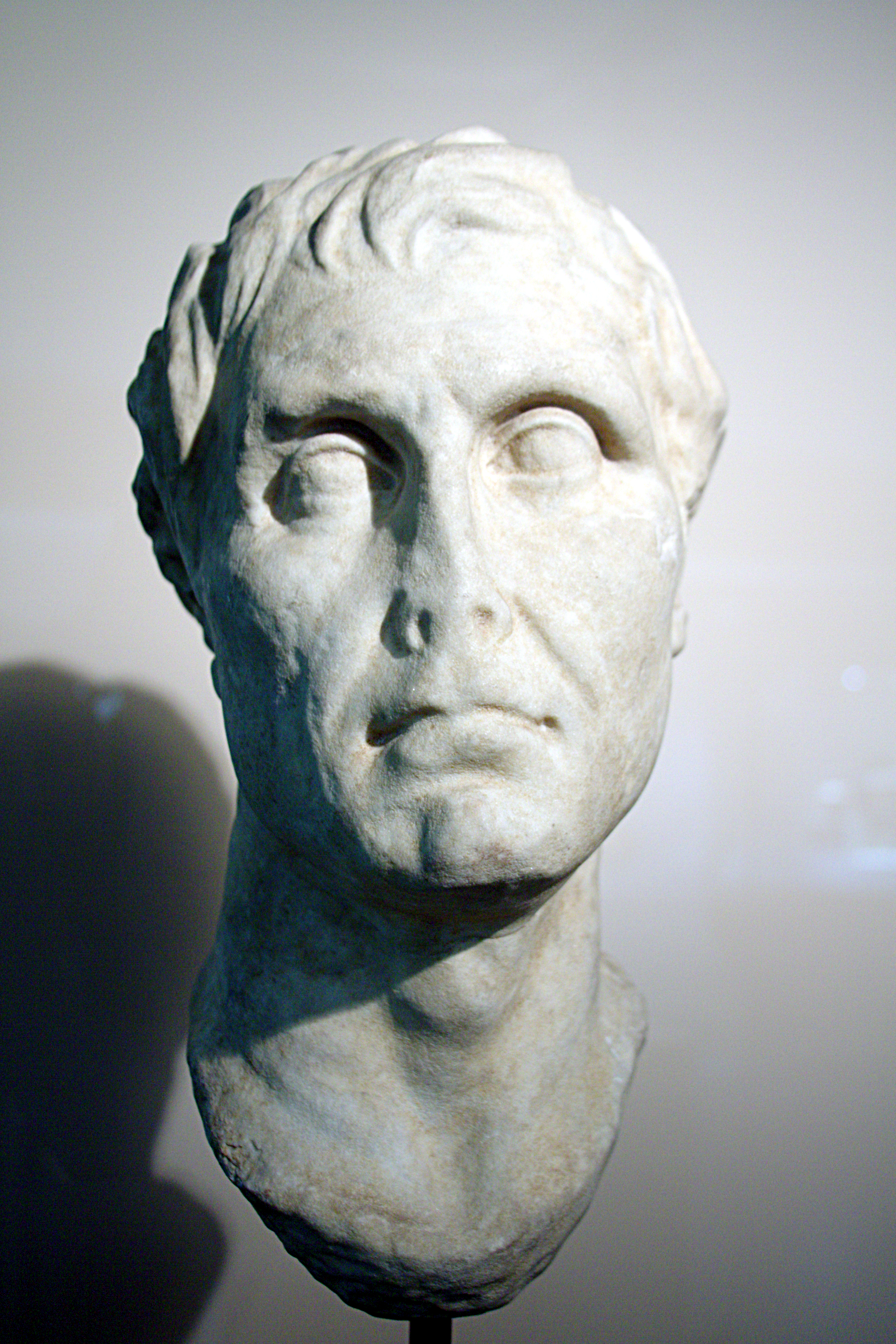
1. Jahrhundert v. Chr., Archäologisches Museum, Mailand
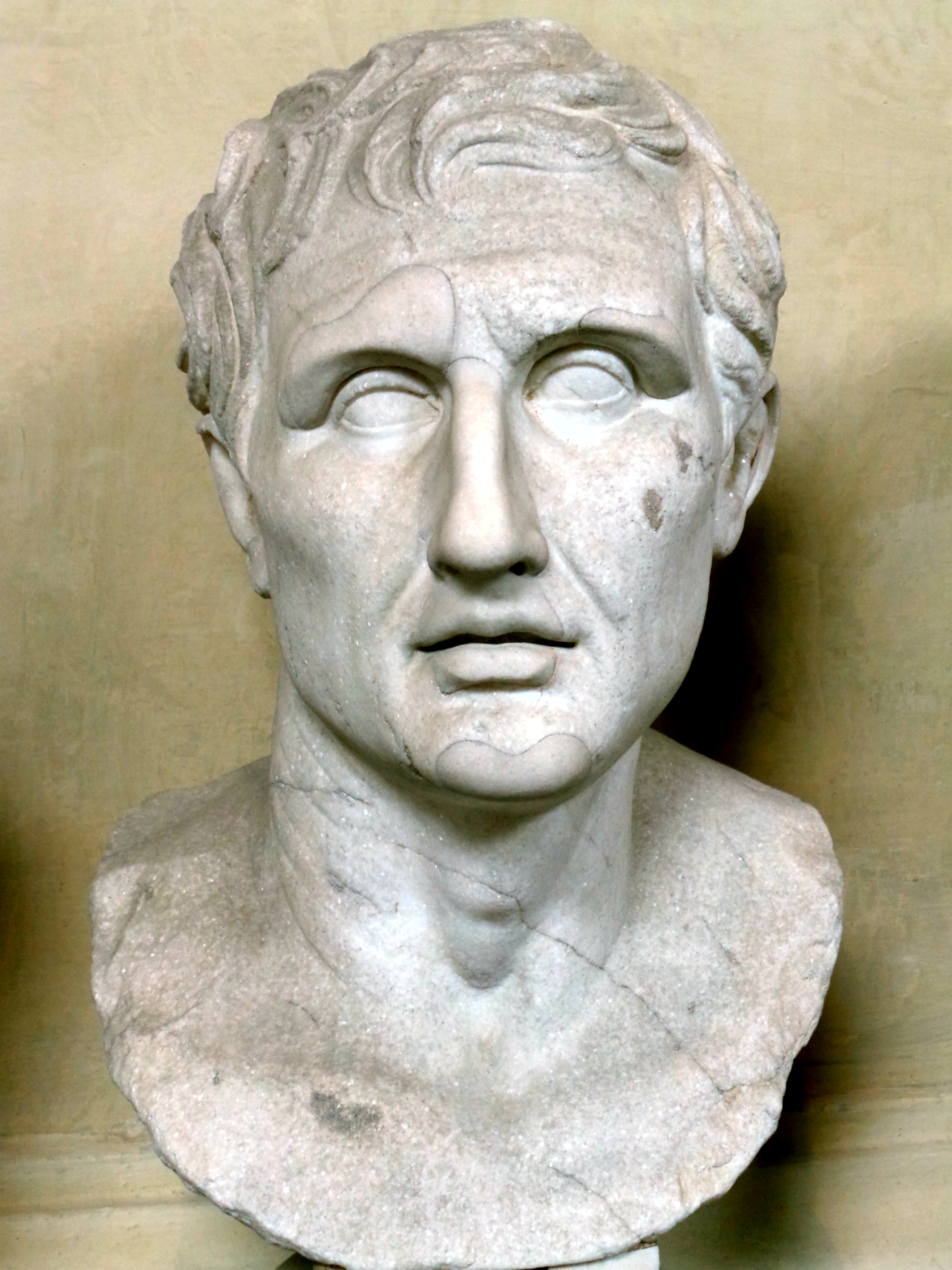
Anfang 2. Jahrhundert, Vatikanische Museen (Inv. 1453)
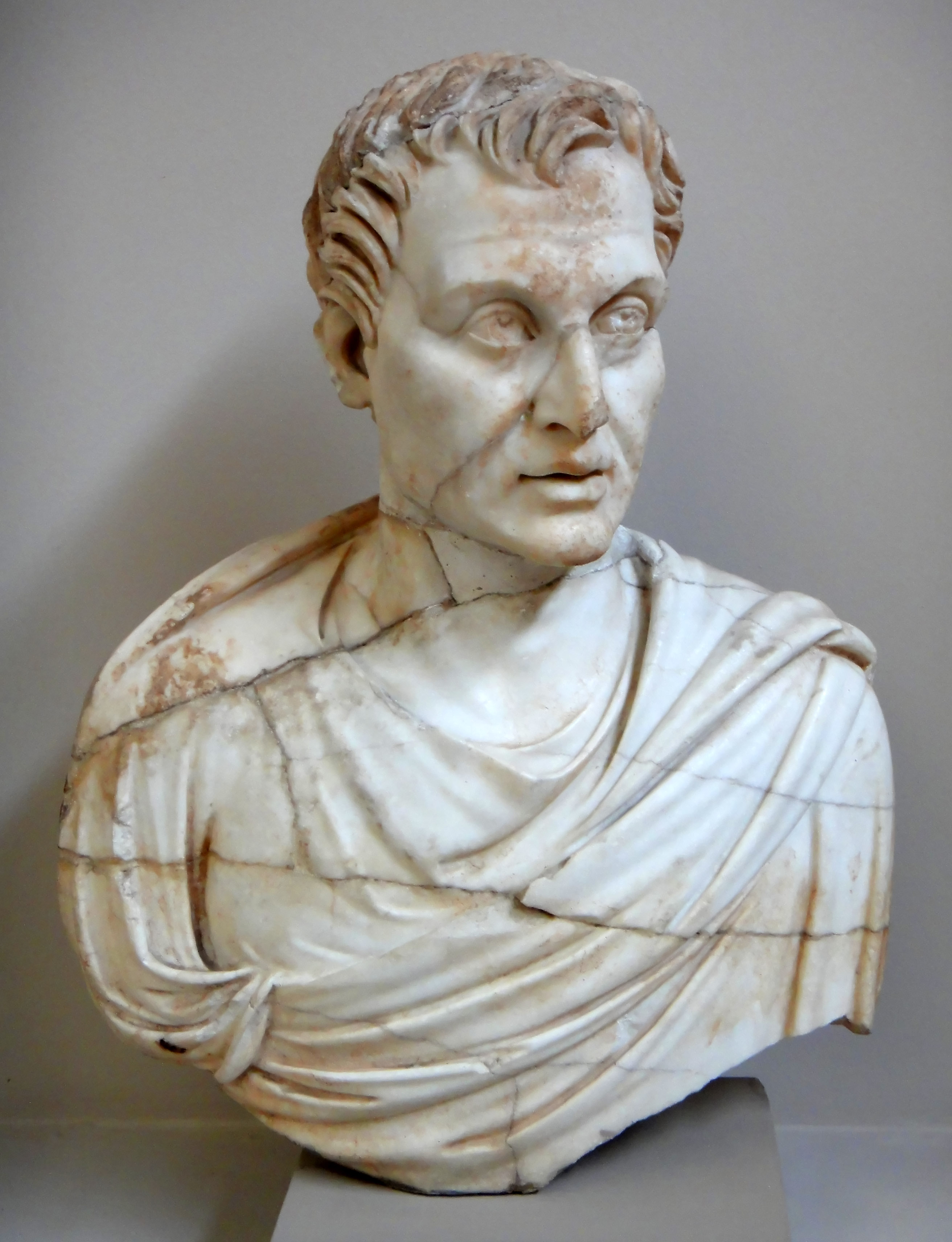
4. Jahrhundert, aus Ephesos, Ephesos-Museum Selçuk